# Wii
Wii (ウィー?, Wī, pronunciato come il pronome inglese we, /wiː/ noi) è una console per videogiochi, prodotta dall'azienda giapponese Nintendo, lanciata sul mercato nel 2006.
Erede del Nintendo GameCube, i suoi 101,63 milioni di unità vendute l'hanno resa la console casalinga più popolare della settima generazione e la seconda di Nintendo, superata solo da Nintendo Switch. Wii è stato il principale concorrente di Xbox 360 di Microsoft e di PlayStation 3 di Sony.

## Panoramica

### Sviluppo e presentazione al pubblico
Wii è stato pubblicamente mostrato per la prima volta durante la conferenza stampa della Nintendo tenutasi all'E3 2005 con il nome di Nintendo Revolution, mentre il controller venne presentato al Tokyo Game Show 2005 da Satoru Iwata, presidente Nintendo, durante il suo discorso. Il nome in codice dato alla console indicava la rivoluzione che Nintendo avrebbe portato al mondo videoludico con essa. Il nome definitivo del sistema venne poi reso noto durante l'E3 2006.
Wii è stato commercializzato il 19 novembre 2006 in America, il 2 dicembre in Giappone, il 7 dicembre in Australia, Italia e Svizzera, l'8 dicembre in quasi tutta Europa e il 9 dicembre in Spagna, il 26 aprile 2008 in Corea e il 12 luglio 2008 in Cina. La console e gli accessori ufficiali Nintendo sono identificati attraverso una sigla del tipo RVL-XXX, dove XXX è un valore numerico e RVL è un codice che ricorda il nome originario del progetto. La prima versione del Wii ad esempio riporta la sigla RVL-001, divenuta poi per le versioni Family Edition della console RVL-101.
Sebbene Nintendo avesse affermato che la console fosse rivolta a un pubblico più ampio rispetto a Xbox 360 di Microsoft e PlayStation 3 di Sony, Wii, facendo parte della settima era delle console per videogiochi, compete con le altre due. Nonostante il sistema sia stato messo in commercio un anno dopo la Xbox 360, ha sorpassato ampiamente nelle vendite sia la rivale di Microsoft che la PlayStation 3 di Sony, diventando così la console di settima generazione più venduta del mondo.

### Nome
Il nome Wii non ha un reale significato; venne scelto perché suona come la parola inglese we (noi), a indicare che la console è per tutti, e perché è facile da ricordare qualunque sia la propria lingua madre, inoltre la doppia "i" simboleggia sia i suoi particolari controller longilinei, sia due persone che giocano in compagnia.
La forma del nome utilizzata da Nintendo è prevalentemente «il Wii». Il genere maschile del nome infatti è confermato sul manuale allegato alla console e nei testi ufficiali in italiano del supporto tecnico.
D'alta parte, nonostante la grammatica italiana voglia il maschile come genere per i termini inglesi neutri, è ormai molto diffusa l'espressione «la Wii», a tal punto da essere da molti ritenuta legittima nonostante sia scorretta, e la stessa Nintendo talvolta abbia erroneamente utilizzato il genere femminile.

### Caratteristiche
La console si distingue dalle altre della sua epoca, e dalle precedenti, per la possibilità di interagire col videogioco attraverso il movimento delle braccia, e per avere un sistema di puntamento allo schermo. Queste due caratteristiche non sono una novità assoluta nel mondo dei videogiochi, ma per la prima volta sono state integrate in una console senza ricorrere a periferiche aggiuntive.
Il cardine dell'innovazione è il controller, chiamato Telecomando Wii, nella forma ricorda un telecomando ed è impugnabile con una sola mano, oltre ad avere una dotazione di tasti abbastanza classica, è dotato di un accelerometro per la rilevazione del movimento, e di un sensore IR posto sulla sua sommità, tale sensore abbinato alla Sensor Bar (presente nella confezione della console) consente il puntamento allo schermo. Nella confezione del Wii si trova inoltre il Nunchuk, una espansione del Telecomando Wii che si collega ad esso via cavo e si impugna con una sola mano, ha al suo interno un accelerometro, così da rilevare i movimenti del secondo braccio, ed aggiunge uno stick analogico e due tasti dorsali.
A differenza del suo predecessore (che impiega NOD in formato mini, di diametro 8 cm), il Wii utilizza dischi ottici proprietari di dimensioni standard (12 cm), sia a singolo che a doppio strato, rispettivamente con una capienza di 4,7 e 8,51 GB. La velocità di lettura equivale a un DVD 6x.

### Design
Wii, escludendo Nintendo Wii Mini, è stata la più piccola console non portatile prodotta da Nintendo e la più piccola tra quelle della sua generazione. Larga approssimativamente quanto tre custodie di DVD, può essere posizionata sia orizzontalmente che verticalmente. Il form factor della console si discosta profondamente da quello di GameCube, da molti ritenuto più vicino a un giocattolo che a un oggetto hi-tech. Grazie alla totale assenza di parti mobili al di fuori della piccola ventola di raffreddamento, Wii risulta alquanto silenzioso durante il funzionamento.

#### Colore
Il colore con cui Wii è generalmente conosciuto è il bianco, che ha rappresentato la console fin dalla sua creazione. Un nuovo colore, il nero, fu presentato nell'estate 2009, a tre anni dalla uscita sul mercato. Questa nuova colorazione venne messa in vendita in Giappone il 1º agosto dello stesso anno in bundle assieme al gioco Monster Hunter 3. In Europa invece, la nuova colorazione nera di Wii venne messa in vendita da Nintendo il 20 novembre 2009 in edizione limitata, contenente anche una copia di Wii Sports Resort con relativo Motion Plus ed i controller anch'essi di colore nero; Successivamente la casa di Kyoto ha deciso di pubblicare nuovamente la versione nera non più come limited edition, ma semplicemente come versione comune alternativa alla bianca.
Per celebrare i 25 anni di Super Mario, nel mese di ottobre 2010 fu creata una nuova edizione limitata del Wii, questa volta caratterizzato da un vivace colore rosso. In bundle con la console, per l'Europa erano inclusi i giochi Wii Sports, New Super Mario Bros. Wii e una copia preinstallata nella memoria interna della console dell'edizione Virtual Console per NES di Donkey Kong. Inoltre, nella confezione erano presenti un nunchuk ed un Telecomando Wii Plus anch'essi di colore rosso.

### Wii Family Edition
Nonostante il lancio di Nintendo Wii U negli ultimi mesi del 2012, Nintendo progettò per la seconda metà del 2011 una revisione del Wii denominata "Wii Family Edition". Questo restyling, pur mantenendo le dimensioni e la forma del sistema originario, presenta le serigrafie posizionate in senso orizzontale, non include più la base verticale (nonostante sia ancora possibile usare la console in tale posizione con la base) ed infine perde la retrocompatibilità con il GameCube, il tutto per limitare al massimo i costi di costruzione ed assemblaggio.
Wii Family Edition viene commercializzato per la prima volta attraverso un nuovo bundle, venduto in territorio europeo a partire da ottobre 2011. La confezione contiene una copia di Wii Sports, una di Wii Party, un Telecomando Wii Plus e un Nunchuk. La revisione del Wii era disponibile sia nei classici colori bianco e nero che in azzurro, colorazione speciale venduta da novembre 2011 in occasione dell'uscita del videogioco Mario & Sonic ai Giochi Olimpici di Londra 2012.

### Connettività

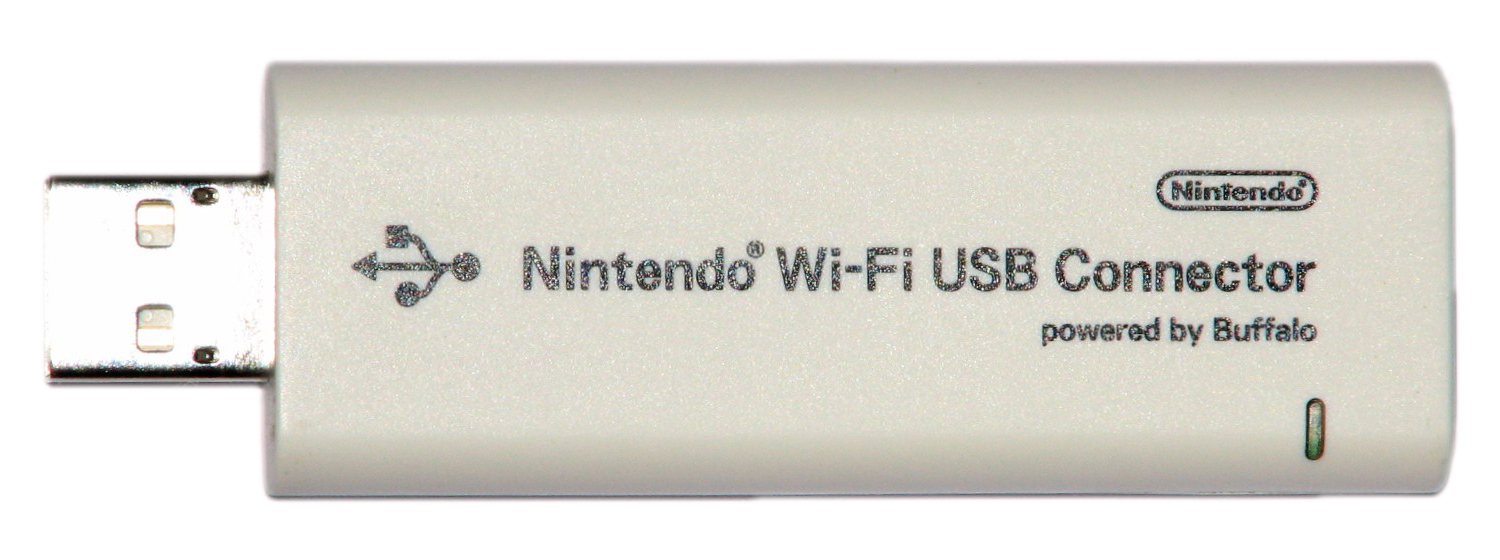
Adattatore USB Wi-Fi, consente al Wii di accedere alla rete. Da installare su un PC collegato ad internet, in caso non si abbia un Router Wi-Fi

La console usa come principale tecnologia di scambio dati il Wi-Fi. Quest'ultimo permette altresì la connessione ad internet della Console tramite un modem router, al fine di utilizzare on line i titoli che prevedono tale possibilità. Nel caso i consumatori non siano provvisti di connessione wireless, Nintendo ha realizzato un Adattatore USB Wi-Fi compatibile anche con Nintendo DS, utilizzabile tramite PC connessi alla rete, che permette di creare un Access Point utilizzabile dalle console per connettersi senza fili. Su Wii non sono presenti porte Ethernet, ma si possono aggiungere tramite uno specifico adattatore, collegabile a una delle due porte USB.

#### Nintendo Wi-Fi Connection
Nintendo Wi-Fi Connection (abbreviato anche in Nintendo WFC) è stato un servizio online gratuito offerto da Nintendo che permetteva di sfidare via Internet giocatori da tutto il mondo. Per giocare online era necessaria la connessione di Wii ad internet e dello scambio del codice amico tra i giocatori che partecipano alla partita online. Il servizio necessitava anche della configurazione di WiiConnect24.
Il codice amico è un numero univoco (di dodici cifre) generato da Wii per ogni gioco compatibile per la Nintendo WFC e veniva salvato all'interno della console assieme ai codici di altri utenti che eventualmente sono stati scelti come "amici". In alcuni casi era possibile giocare anche senza l'utilizzo dei codici amico.
Il servizio online venne inaugurato cinque mesi dopo l'uscita della console con il titolo calcistico Mario Strikers Charged Football, nel 2007.
Dal 20 maggio 2014 è stato chiuso l'accesso alla WFC a tutti i titoli Nintendo Wii e Nintendo DS, DSLite, DSi e DSi XL.

#### WiiConnect24
WiiConnect24 è stata una funzione che permetteva alla console di essere costantemente connessa alla rete Internet. Se attiva, permetteva di ricevere messaggi, aggiornamenti ed altri dati anche mentre Wii non è acceso o non lo si sta usando per giocare.
Un canale che usufruiva di questa funzione era la Bacheca Wii, presente nel menu principale della console, che permetteva di inviare e ricevere messaggi, foto e numerose informazioni di gioco. Altri canali che sfruttavano WiiConnect24 erano News e Meteo.
Riguardo al consumo, Satoru Iwata, presidente di Nintendo, durante l'E3 2006, assicurò che la funzione WiiConnect24 avrebbe consumato 5 Wattora.
Il servizio venne chiuso il 13 giugno 2013.

#### Connettività con Nintendo DS
Come già accaduto nelle precedenti generazioni di console Nintendo, anche tra Wii e la relativa controparte portatile Nintendo DS è possibile un collegamento, che avviene senza l'uso di alcun cavo. Attraverso tale collegamento è possibile:
- scaricare demo[23] di giochi per la console portatile attraverso il Canale Nintendo installato su Wii.
- scambiare dati di gioco tra versioni portatili e home console dei giochi, ad esempio tra Animal Crossing: Wild World, Walk With me! Scopri il tuo ritmo passo dopo passo, Pokémon Diamante e Perla e Pokémon Platino per DS e Animal Crossing: Let's Go to the City e Pokémon Battle Revolution per Wii;
- utilizzare la console portatile come controller in alcuni giochi.

Con il nuovo restyling del Nintendo DS, il Nintendo DSi, la connettività tra le due console è stata ampliata. Il nuovo modello del Nintendo DS, dotato di fotocamera, può trasferire dati sul Canale Foto di Wii oppure, utilizzando il software Lifestyle Rhythm Calculator, può scaricare su tale gioco i Mii creati con Wii.
Si può inoltre inviare dal Canale Mii di Wii (ma non viceversa) i Mii al Nintendo 3DS.

### Memoria/supporto

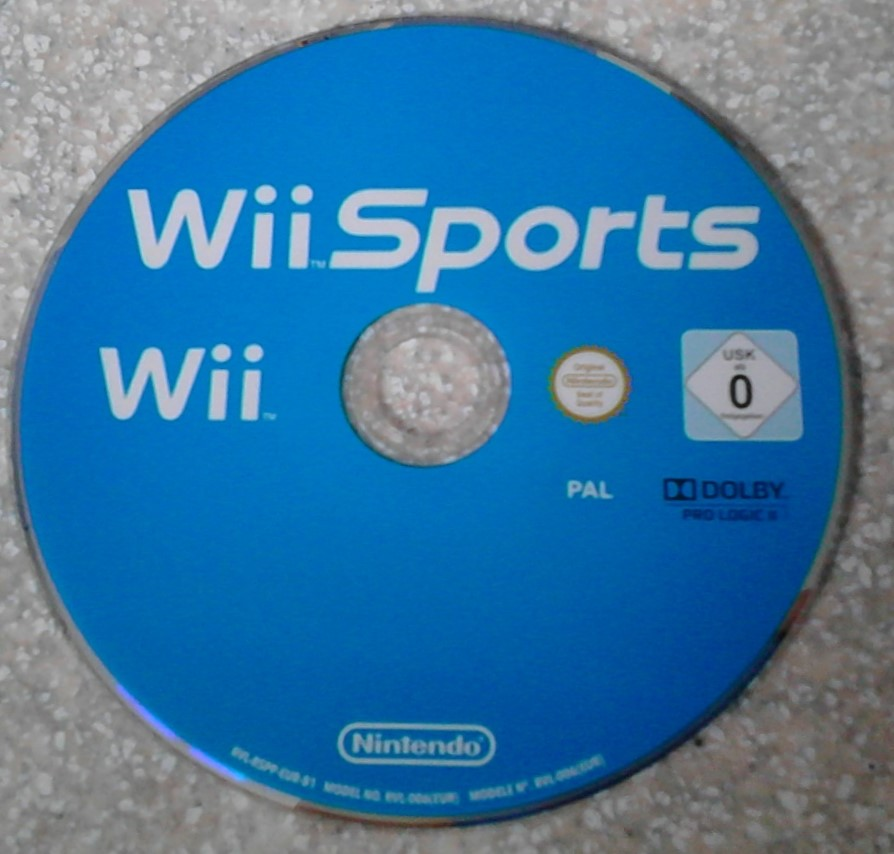
Disco del Wii

MoSys, la cui memoria 1T-SRAM era già stata utilizzata nel GameCube, ha fornito la tecnologia RAM per Wii.
Wii usa dischi ottici proprietari dalle dimensioni di un normale DVD/CD. I dischi normalmente hanno il titolo nella parte superiore o inferiore mentre il logo di Wii è situato a sinistra, a destra viene indicata l'età minima per giocarci.
Durante la produzione della console venne prevista la possibilità di aggiungere tramite aggiornamento software la riproduzione di DVD-Video, ma questa possibilità non si è poi realmente concretizzata al di fuori del Giappone. Con una edizione apposita ed esclusivamente per il Giappone, Nintendo ha infatti stretto un contratto con Sonic Solutions, azienda produttrice di software, per rendere la console compatibile per la visione dei film in DVD.
La console può connettersi con il monitor di un computer (grazie ad un cavo Component Video) così come con una TV.

### Canali Wii

I Canali Wii nel menu principale della console

I Canali Wii sono speciali canali accessibili dal menu principale della console. Sono disposti su una griglia 4×3, ma la loro posizione può essere modificata a proprio piacimento ad eccezione di quella del Canale Disco. Molti canali offrono vari servizi multimediali, alcuni hanno bisogno di una connessione ad internet, altri invece normalmente utilizzabili anche senza.
La filosofia che sta dietro all'ideazione dei Canali Wii è quella di aumentare il numero di canali disponibili sul televisore e far utilizzare la console ogni giorno a tutti i membri della famiglia. Infatti Wii distribuisce, con l'utilizzo del WiiConnect24, nuove informazioni e dati che aggiornano i canali quotidianamente.

#### Canale Mii
Il canale Mii permette di poter personalizzare o creare dei Mii a proprio piacimento; essi possono essere utilizzati nei giochi che li supportano, ma se un Mii viene cancellato i relativi dati saranno eliminati irreversibilmente. La console ne può salvare fino a cento, mentre un Telecomando Wii ne può contenere fino a dieci., dove si potevano ricevere Mii da altre console tramite la connessione a internet, attraverso WiiConnect24 o i messaggi nella Bacheca Wii, prima della definitiva dismissione dei servizi online.

### WiiWare
WiiWare è il servizio digital delivery di Nintendo che permette di scaricare software per Wii ad un costo variabile di Nintendo Points. Questo servizio è utilizzato da piccole software house emergenti, in quanto queste possono sviluppare giochi semplici ed immediati e distribuirli a basso costo via Internet sulla console Nintendo, sia dai grandi sviluppatori, che distribuiscono così titoli minori non idonei alla distribuzione su supporto fisico. WiiWare appare connettendosi online al Canale Wii Shop. La sua inaugurazione è avvenuta il 20 maggio 2008 in Europa, durante cui vennero annunciati più di cento giochi in lavorazione per questo nuovo canale..
Il Wii Shop fu dismesso ufficialmente il 31 gennaio 2019, rendendo così impossibile agli utenti scaricare nuovi contenuti.

### Salvataggio dati
I giochi vengono salvati sulla memoria NAND Flash da 512 MB interna alla console, espandibile grazie alla presenza di uno slot scheda SD, compatibile anche con schede miniSD e microSD tramite i rispettivi adattatori. Con l'aggiornamento alla versione 4.0 o superiore, la console è compatibile con schede SD dalla capacità massima di 2 GB e con schede SDHC dalla capacità massima di 32 GB. Le schede SD con capacità superiore a 2 GB e le schede SDHC con capacità superiore a 32 GB possono non funzionare con la console. Per prevenire la copia illegale, i giochi scaricati presentano un sistema proprietario di DRM per il controllo dei diritti d'autore.
Con il servizio WiiWare, ma anche con la distribuzione dei primi DLC, molti utenti della console hanno lamentato problemi di storaging. Infatti la memoria interna non era sufficiente a contenere tutti i dati scaricati e la procedura di trasferire canali e giochi su SD e poi salvarli nuovamente sulla console era lunga e complessa.
Quindi nella Conferenza Autunnale 2008 tenutasi a Tokyo il 2 ottobre 2008 Nintendo annunciò che Wii avrebbe potuto eseguire e salvare dati direttamente su SD Card. La funzione è stata resa disponibile il 25 marzo durante la conferenza GDC 2009, dove Satoru Iwata ha annunciato l'aggiornamento 4.0 del firmware che permette la lettura di schede SDHC fino a 32 GB e l'accesso alla memoria SD direttamente dal Menu Wii.

### Retrocompatibilità
Wii è la prima console Nintendo completamente retrocompatibile con il suo predecessore GameCube via hardware, tale retrocompatibilità si ha solo per i modelli con la sigla che inizia con RVL (ad eccezione della versione family edition, che ha la sigla RVL101, in quanto sprovvista delle porte GameCube), mentre i modelli che hanno la sigla che inizia con RVK non ha questa retrocompatibilità, ma anche con le console di più vecchie generazioni (sia Nintendo che di alcune case concorrenti) via software, attraverso la Virtual Console.

#### Virtual Console
Virtual Console è un servizio presente su Wii, Wii U e Nintendo 3DS che, tramite il Canale Wii Shop, permette il download da Internet di videogiochi delle generazioni precedenti di console. Gli utenti possono così trasferire e giocare su Wii molti giochi creati originariamente per altri sistemi, sia Nintendo (ad esempio NES, SNES e Nintendo 64) che di altri produttori (ad esempio Master System, Mega Drive e TurboGrafx 16) pagando attraverso i Nintendo Points. La casa di Kyoto ha reso noto che sarebbero stati ripubblicati con questo servizio solo i giochi più rappresentativi per ogni sistema.
Con l'acquisto dei titoli Virtual Console è possibile partecipare a un sondaggio sul sito di Nintendo of Europe che dà la possibilità di ottenere, alla fine dello stesso, cinquanta stelle del Club Nintendo.
I Nintendo Points sono acquistabili in schede dal prezzo di 10€, 30€ o 50€ (rispettivamente contenenti 1 000, 3 000 e 5 000 Nintendo Points). Nello "Star Catalogo" del sito di Nintendo Italia è inoltre possibile convertire le stelle in Nintendo Points Card secondo un rapporto di quattro stelle per un Nintendo Point. Le Nintendo Points Card sono acquistabili dallo Star Catalogo in quattro tagli:
- 100 Nintendo points - 400 stelle
- 300 Nintendo points - 1 200 stelle
- 500 Nintendo points - 2 000 stelle
- 1 000 Nintendo points - 4 000 stelle

I prezzi dei giochi in Nintendo Points sono i seguenti:
- videogiochi NES - 500/600 Points
- videogiochi Super Nintendo - 800/900 Points
- videogiochi Nintendo 64 - 1 000 Points
- videogiochi Sega Mega Drive - 800 Points
- videogiochi Turbografx (PC Engine) - 600 Points
- videogiochi Neo Geo - 900 Points
- videogiochi Commodore 64 - 500 Points
- videogiochi Sega Master System - 500 Points
- videogiochi Virtual Console Arcade - da 500 Points

Il gameplay rimane sostanzialmente inalterato per tutti i titoli Virtual Console. Solo in alcuni casi si può riscontrare un framerate più alto (causato probabilmente dall'uso di codice NTSC su console PAL) oppure l'avvenuta localizzazione dal giapponese all'inglese in caso di titoli mai pubblicati in precedenza in territorio PAL.

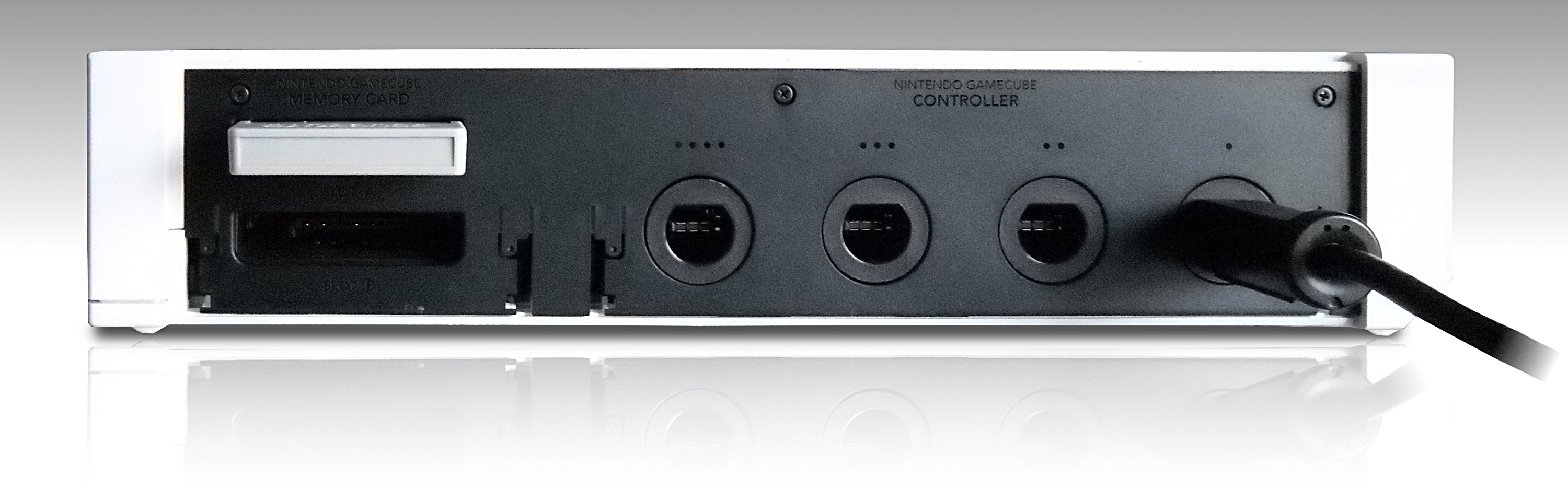
Un lato del Nintendo Wii. A sinistra è inserita una scheda di memoria GameCube, a destra è collegato un controller GameCube.

#### Retrocompatibilità Hardware

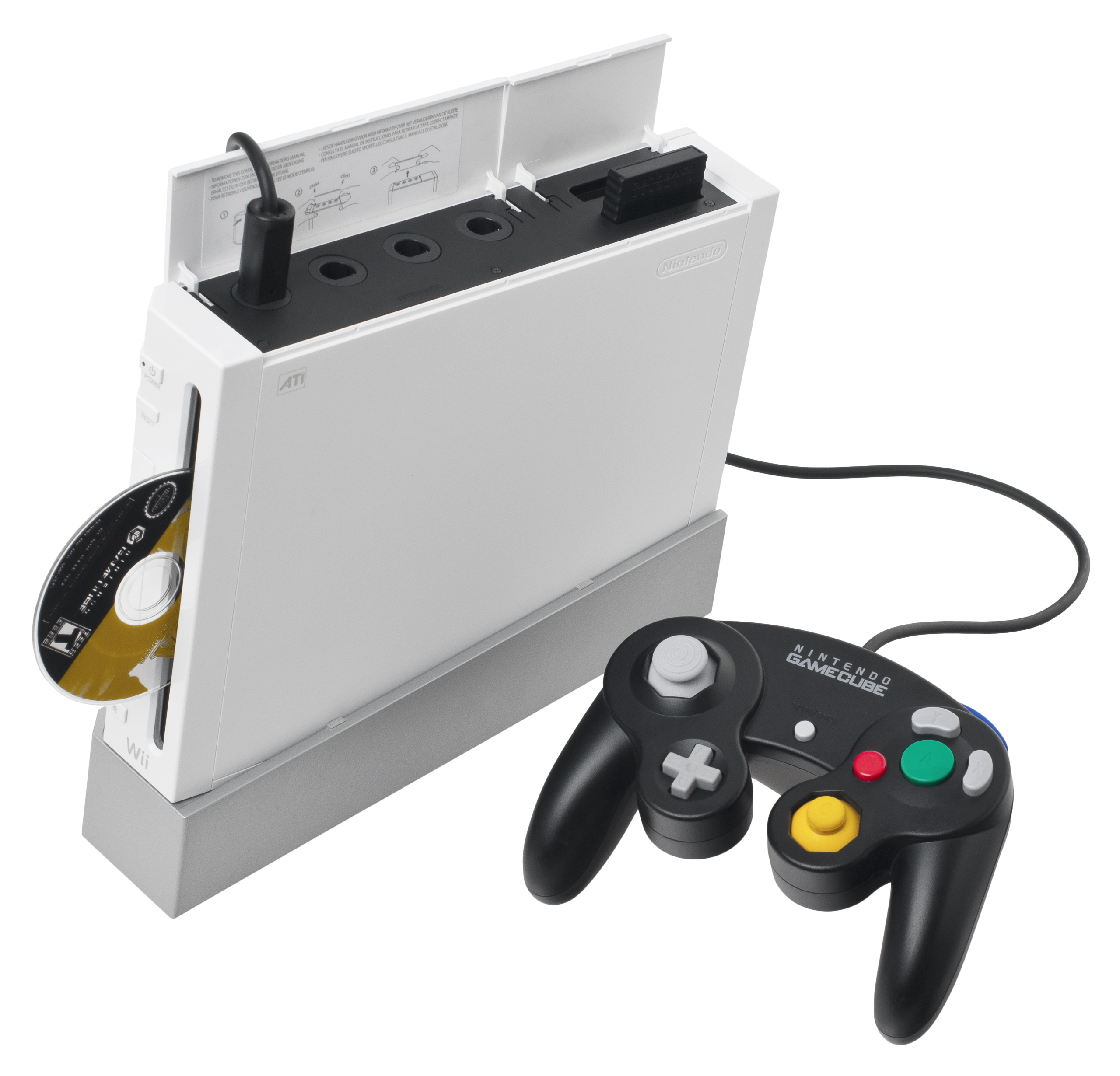
Wii in retrocompatibilità GameCube

I modelli Wii (modelli RVL001) muniti di retrocompatibilità hardware nativa per quanto riguarda i giochi del GameCube, ma necessita per interagire con essi dei controller e delle Memory Card della vecchia console. Il lato superiore di Wii (se esso è posizionato verticalmente), nasconde dietro un flip-top rimovibile, quattro ingressi controller e dietro il secondo flip-top i due ingressi memory card GameCube, dove quindi è possibile collegare la maggior parte degli accessori della suddetta console. Sono assenti le porte di espansione situate nella parte inferiore della console 128 bit, quindi gli accessori che le utilizzavano, come il Game Boy Player, non sono più utilizzabili.
All'interno del Media Drive di Wii è possibile inserire sia i NOD da 8 cm del GameCube che quelli da 12 cm usati per Wii. Questa caratteristica è una rara peculiarità per i drive di tipo slot-in, poiché sprovvisti di guide o di piatto a doppia forma su cui alloggiare il disco a seconda del formato.

## Periferiche di controllo e accessori

### Telecomando Wii

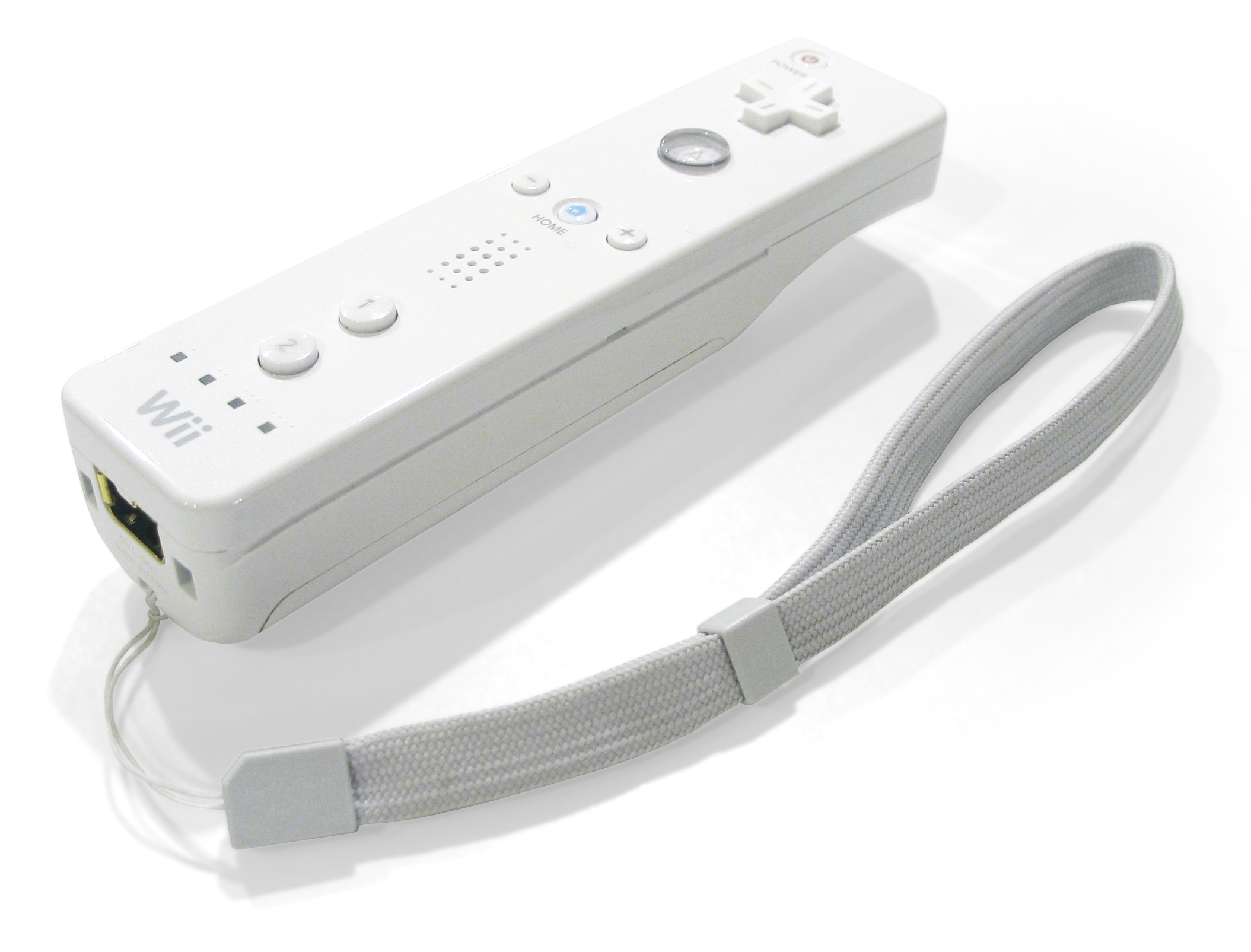
il Telecomando Wii

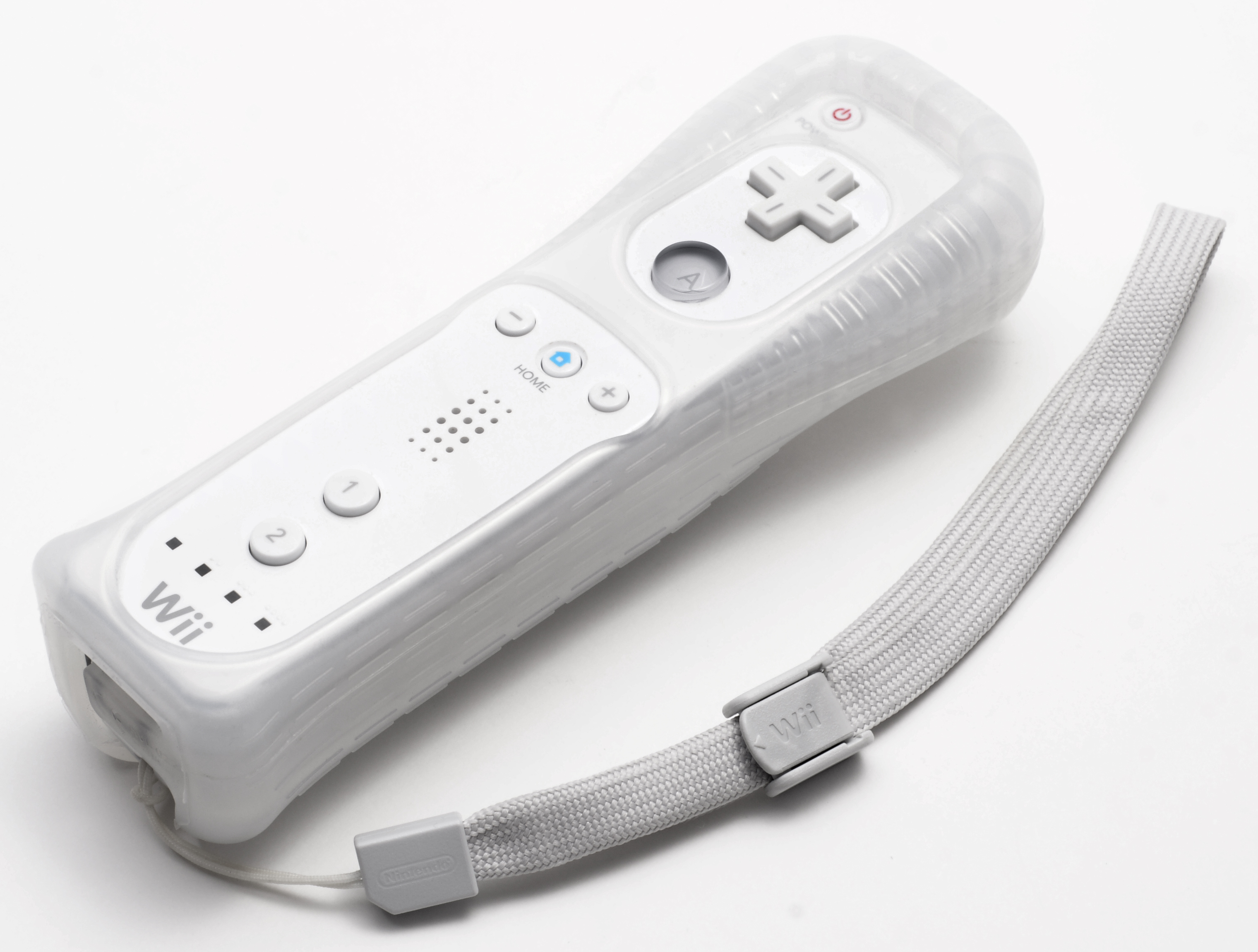
Il Telecomando Wii con guscio protettivo

Il controller del Nintendo Wii, chiamato Telecomando Wii (Wii Remote in inglese britannico) e noto popolarmente anche come Wiimote, crasi di "Wii" e "remote" ("telecomando"), utilizza un approccio differente da quello tradizionale, nel tentativo di risultare interessante per un pubblico più vasto. Ha la forma di un comune telecomando da televisione e viene tenuto in una sola mano. Essendo simmetrico, appare ugualmente utilizzabile da destrimani e mancini. Dei led ad infrarossi incorporati nelle estremità della Wii Sensor Bar chiamata anche barra sensore (da porre sopra o sotto la televisione) permettono al controller di percepire il puntamento verso lo schermo, mentre l'accelerometro integrato nello stesso controller gli permette di percepire l'inclinazione e la rotazione. I giocatori possono inoltre mimare delle azioni e "sentirle" attraverso la vibrazione invece che premere semplicemente dei pulsanti. Uno dei primi video del Wii mostrava attori mimare azioni come pescare, cucinare, suonare la batteria, dirigere un'orchestra, sparare, combattere con le spade e dilettarsi in un'operazione di chirurgia dentale. La comunicazione tra controller e console Wii utilizza la tecnologia Bluetooth. Un pad direzionale digitale è posizionato sulla parte superiore del controller, con un grosso tasto A in stile GameCube sotto di esso e un grilletto nella parte inferiore che funziona da tasto B. Sotto il tasto A vi è una fila di tre piccoli tasti: −, Home e +. Vicino all'estremità inferiore del controller due bottoni aggiuntivi contrassegnati dai numeri 1 e 2 (nei video promozionali erano X e Y con a e b leggibili con il controller ruotato in modo antiorario di 90 gradi), suggeriscono la possibilità di girare il controller di 90° gradi e renderlo un classico controller del NES come succede utilizzando i titoli Virtual Console oppure in Wario Land: The Shake Dimension, Super Paper Mario, Kirby's Adventure Wii o in Mega Man 9. Sotto questi bottoni vi sono quattro LED che indicano quale giocatore si sta controllando e anche la durata della batteria. Attualmente possono partecipare al gioco fino a quattro persone per console.
Il pad è stato realizzato in collaborazione con STMicroelectronics (l'accelerometro veniva assemblato negli stabilimenti di Agrate Brianza). Al progetto hanno collaborato circa cento persone, la maggior parte delle quali lavora in Italia.
Fino a novembre 2010 un Telecomando Wii era incluso nella confezione della console, ma poteva essere anche acquistato separatamente sia da solo che, in speciali package, assieme ad alcuni giochi (ad esempio il gioco Wii Play viene venduto insieme ad un Telecomando Wii) o ad alcune periferiche (fin dal 2009 il Telecomado Wii era venduto insieme al Wii Motion Plus in un'unica scatola) in due diversi colori, bianco e nero. Da novembre 2010 la Nintendo ha sostituito il Telecomando Wii con il telecomando Wii Plus, in cui il Wii Motion Plus è integrato nel telecomando senza variarne le dimensioni. Il controller era venduto in quattro diversi colori standard (bianco, nero, rosa e azzurro). In tutte le sue versioni possiede una memoria interna da usare per salvarci dentro fino a dieci Mii.

#### Gusci protettivi
Da novembre 2007 è iniziata in Italia la distribuzione di gusci in silicone per i Telecomandi Wii: ogni console o controller acquistato a partire da novembre 2007 include un guscio protettivo. Gli utenti già in possesso di un Telecomando Wii acquistato prima di tale data potevano richiedere tale guscio gratuitamente dal sito internet di Nintendo Italia.

### Nunchuk

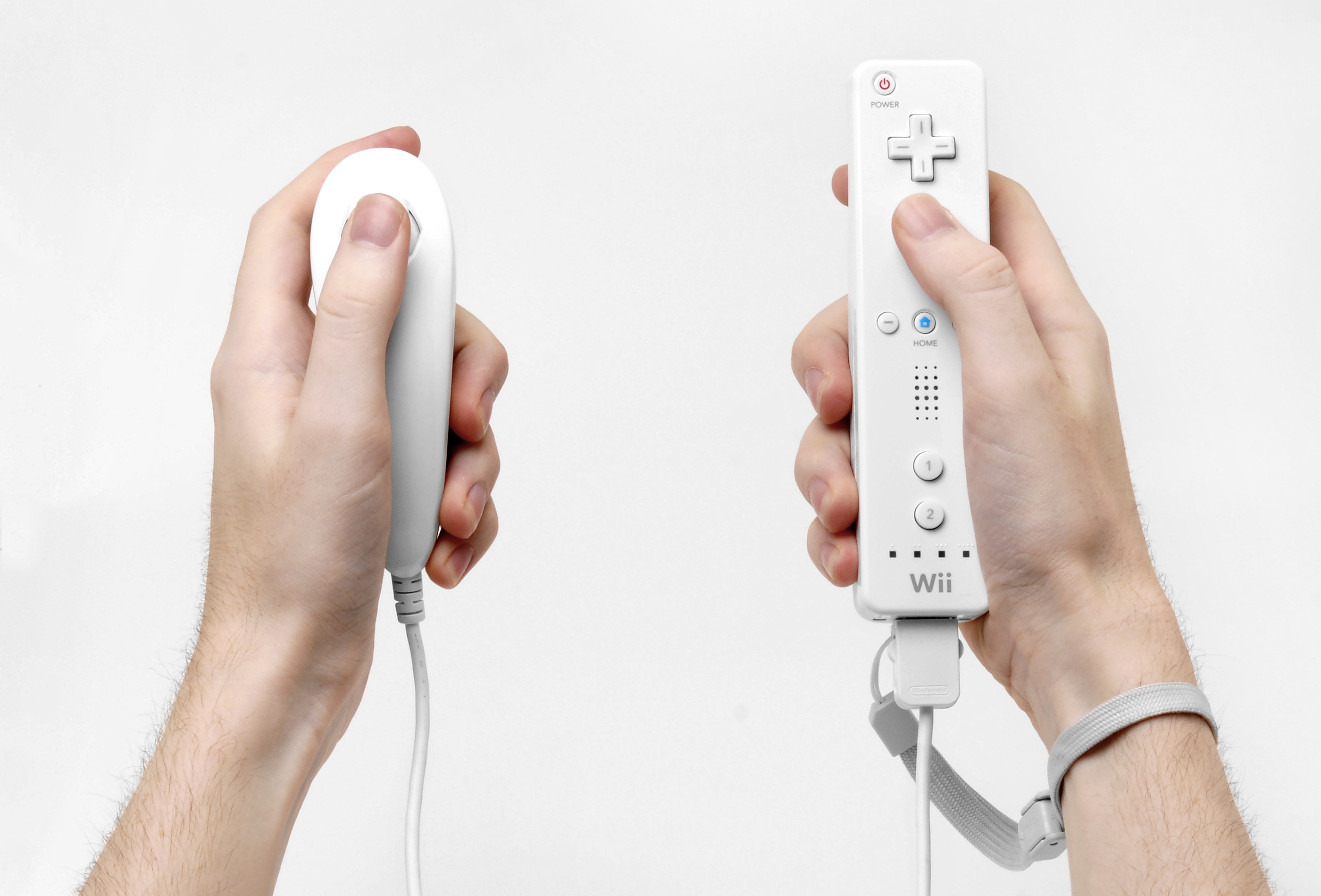
Il Nunchuk (a sinistra) e il Telecomando Wii (a destra).

Il Telecomando Wii ha una porta di espansione nel suo lato inferiore che permette di collegare diversi tipi di periferiche. Una di queste è il Nunchuk, una piccola unità di forma ovoidale composta da un joystick analogico, due pulsanti dorsali e un accelerometro. Il Nunchuk è incluso in tutte le confezioni della console Wii e la connessione al Telecomando Wii avviene tramite un cavo. Il nome deriva dalla somiglianza che il Telecomando Wii ed il Nunchuk hanno una volta collegati, con l'omonima arma giapponese.

### Wii Sensor Bar

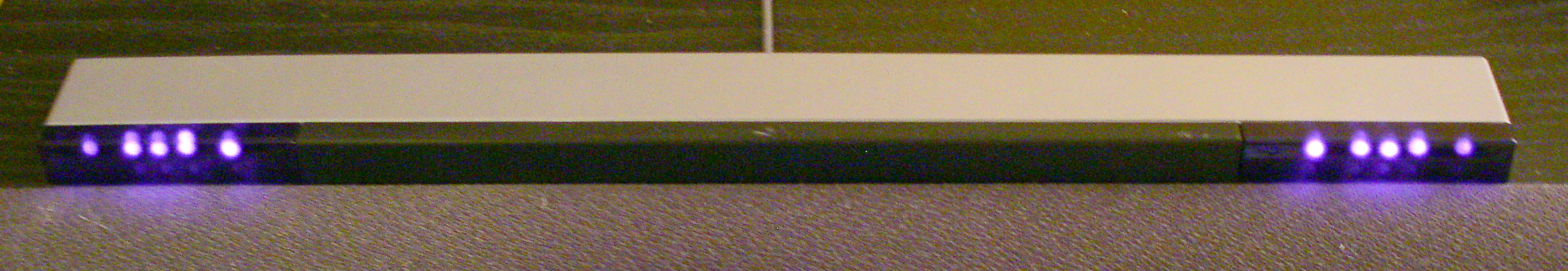
Wii Sensor Bar con gli IR LED

La Wii Sensor Bar, detta anche barra sensore, è una componente fondamentale per gestire il puntamento del mirino su schermo del Telecomando Wii. È alimentata dal corpo della console tramite un sottile cavo e al suo interno contiene dieci led ad infrarossi che sono posti ad una certa distanza tra di loro, racchiusi in un involucro grigio con due aperture poste alle estremità e rivolte avanti, coperte da parti semitrasparenti nere da cui i led sono visibili solo al Telecomando Wii. La barra sensore può essere posta sia in basso che in alto rispetto alla televisione e non è dipendente dalla dimensione dello schermo, ma è importante che il Telecomando Wii non sia lontano più di cinque metri dal Wii Sensor Bar, nel caso contrario la console non sarebbe in grado di riconoscere i movimenti. Il Wii Sensor Bar è sempre incluso nella confezione della console.

### Wii MotionPlus

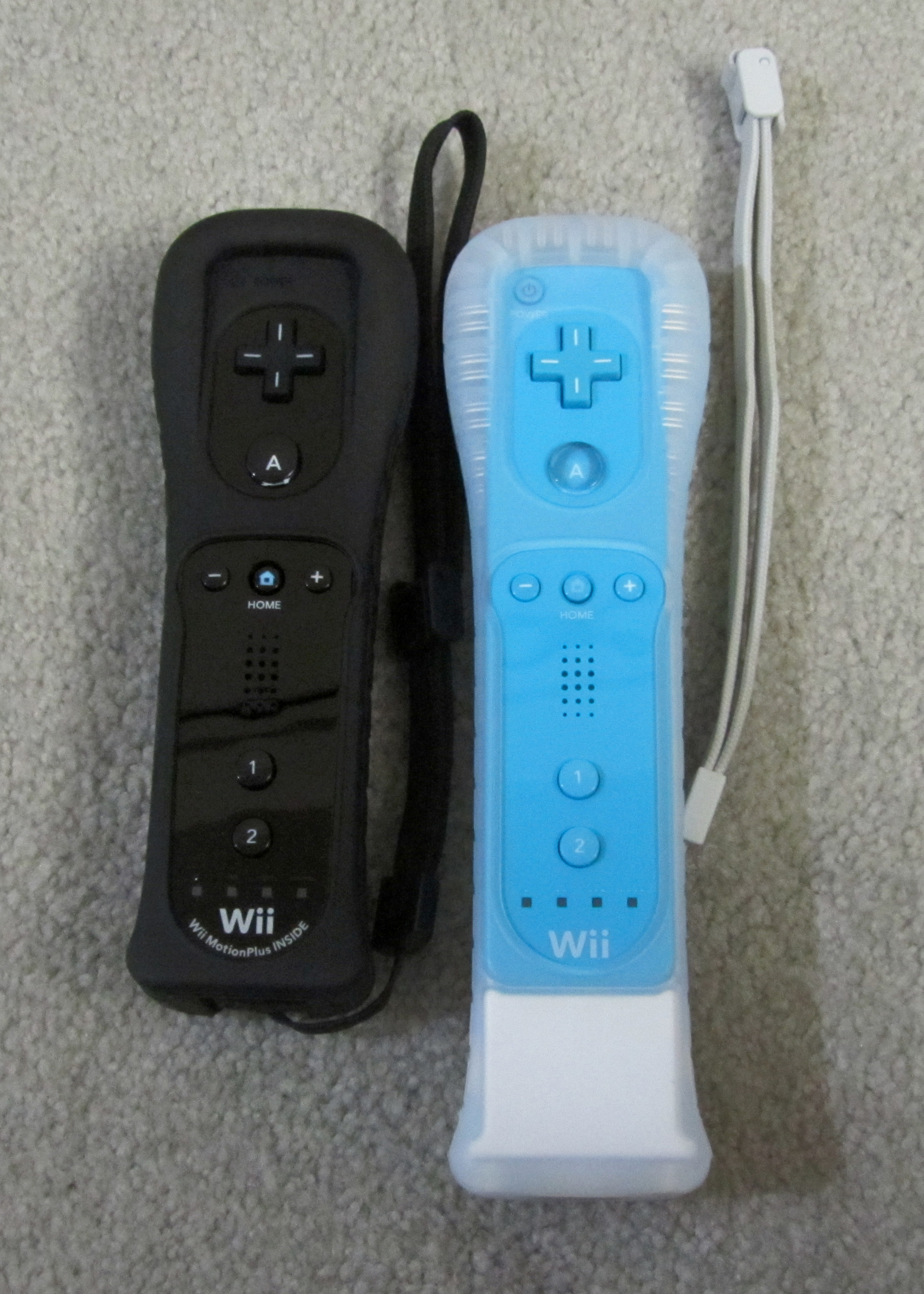
Un Telecomando Wii Plus nero e un Telecomando Wii azzurro con Wii MotionPlus.

Un altro accessorio inseribile nella porta di espansione del Telecomando Wii è il Wii MotionPlus, che ne migliora le prestazioni di gioco rendendolo più preciso e realistico. La nuova periferica con relativo guscio protettivo è venduta assieme a Wii Sports Resort dal luglio 2009. Fu presentato con un comunicato ufficiale il giorno prima della Conferenza Nintendo dell'E3 2008 tenutasi martedì 15 luglio 2008. Il Wii MotionPlus permette di compiere movimenti con il telecomando Wii che verranno recepiti dalla console con una mappatura 1:1, in pratica vengono mappati tutti i movimenti 3D compiuti nello spazio, garantendo una maggiore precisione grazie a due giroscopi, uno per le alte velocità e uno per le basse. Una dimostrazione delle potenzialità della periferica si è avuta all'E3 2009 con la prova nello stand Nintendo di Wii Sports Resort. Ha una porta di espansione per collegare il Nunchuk.
Alcune software house, come Ubisoft e LucasArts, hanno già annunciato il supporto del Wii MotionPlus in alcuni dei loro giochi. Ubisoft ha rivelato che Red Steel 2 avrebbe supportato tale periferica, mentre Nintendo in The Legend of Zelda: Skyward Sword il suo titolo di punta nel supporto alla periferica.

#### Telecomando Wii Plus
Dal 5 novembre 2010 tutti i Telecomandi Wii integrano il dispositivo Wii MotionPlus, senza variare le dimensioni di un normale Telecomando Wii. La periferica è stata rinominata telecomando Wii Plus.

### Classic Controller

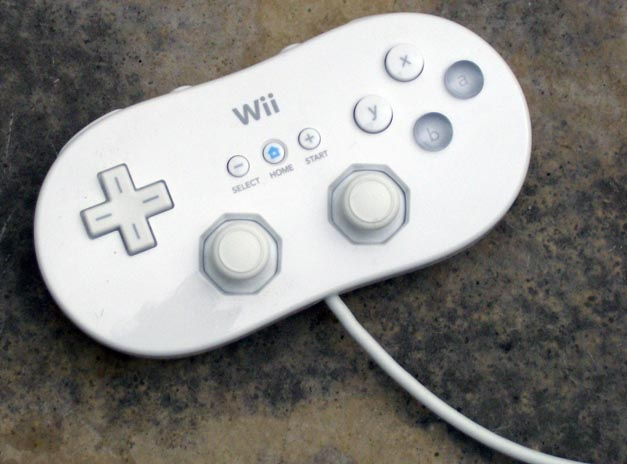
Il Classic Controller

Inoltre è disponibile un controller tradizionale, il "Classic Controller", che può essere utilizzato come seconda scelta nei giochi che lo supportano. Satoru Iwata, presidente di Nintendo, ha precisato che esso serve a giocare "giochi della Virtual Console e giochi che saranno multi-piattaforma". In alcuni casi può essere sostituito dal pad del GameCube.

#### Classic Controller PRO

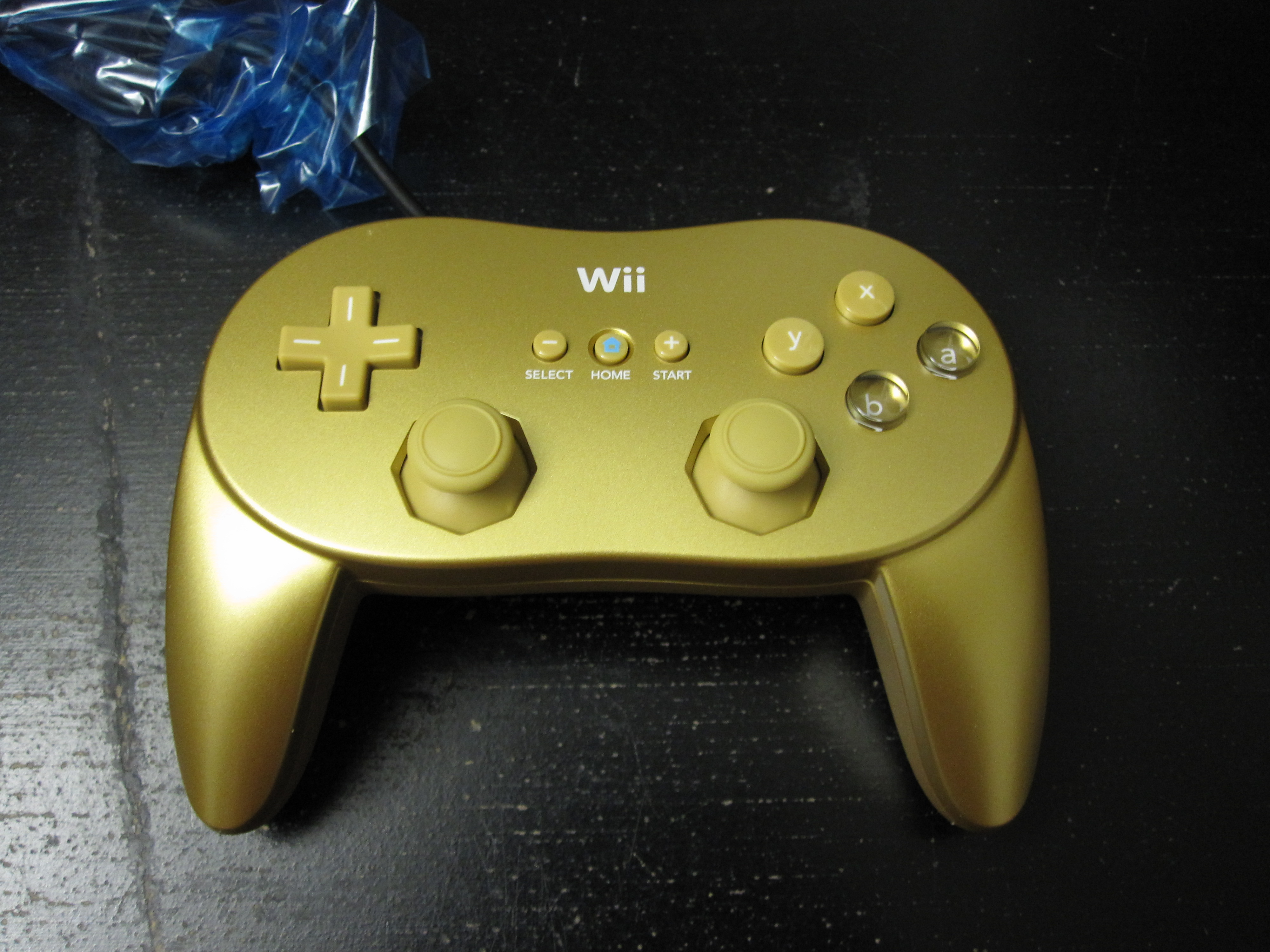
Il Classic Controller PRO color oro

Il Classic Controller PRO è un controller simile al suo predecessore (il Classic Controller), ma migliorato nell'ergonomia e nell'impugnatura, più vicina ai joypad della generazione precedente di console. Può essere utilizzato con i giochi della Virtual Console e con tutti gli altri titoli che lo supportano (specificato sul retro della confezione o, nel caso di giochi Virtual Console, nelle informazioni fornite dal Canale Wii Shop accanto alla valutazione PEGI).

### Wii Balance Board

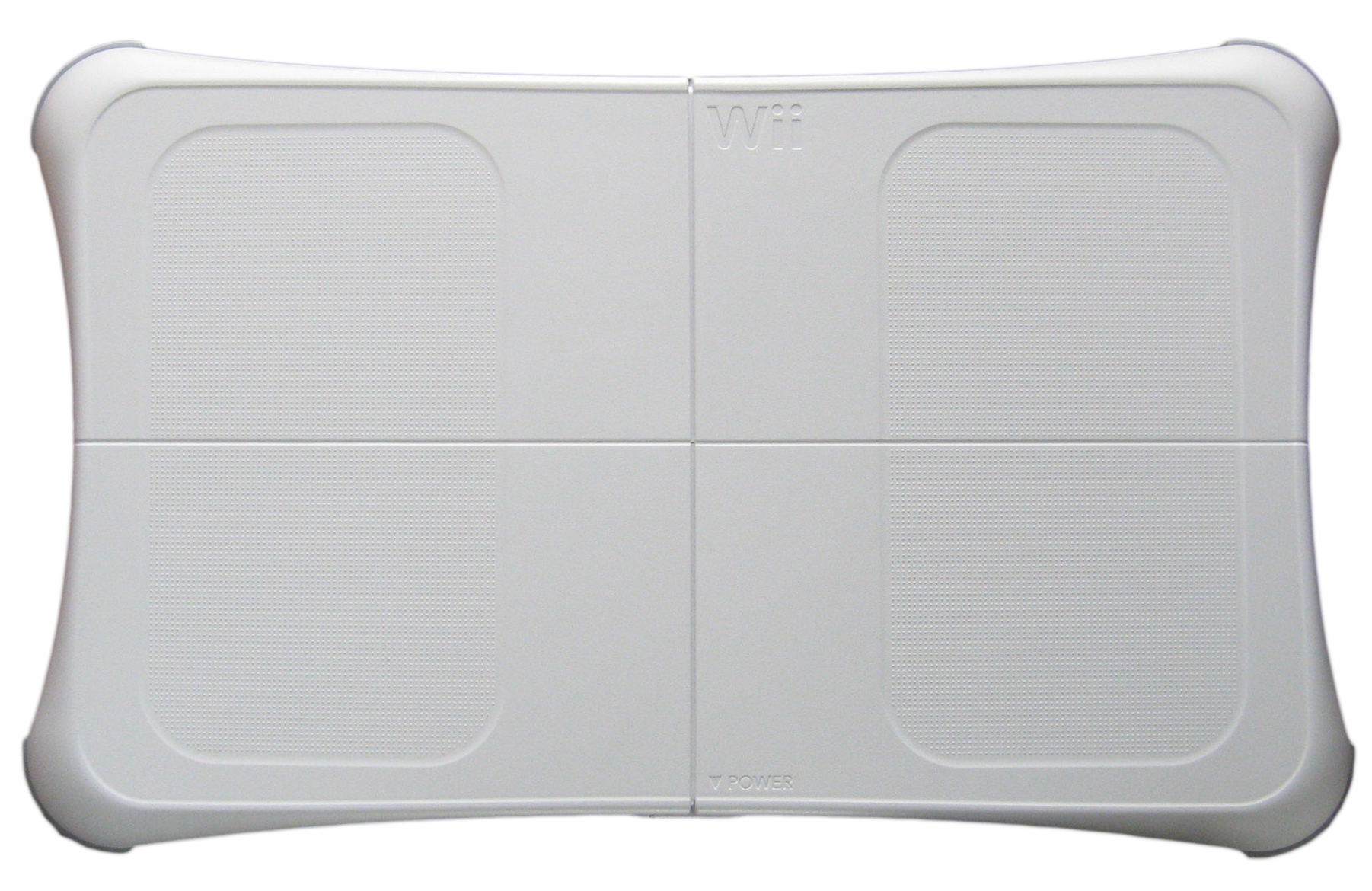
La Wii Balance Board

La Wii Balance Board, uscita in Europa il 24 aprile 2008 assieme al gioco Wii Fit, permette di utilizzare gli spostamenti del corpo per controllare le azioni di gioco.
Simile ad una bilancia, questa periferica misura l'indice di massa corporea, analizza il baricentro e il peso corporeo. La Wii Balance Board può sostenere fino a 136 kg nella versione giapponese e 150 kg per quella europea e statunitense. L'unico difetto della Balance Board sta nelle dimensioni che, per alcuni esercizi, possono rivelarsi un po' troppo ridotte.
Numerosi sono i software che supportano questa periferica, alcuni di questi sono: Skate It, Family ski e Family Ski & Snowboard, Rayman Raving Rabbids TV Party, Shaun White Snowboard, Kororimpa 2 e altri. Anche alcuni giochi scaricabili da WiiWare, il servizio digital delivery della console Nintendo Wii, supportano la Wii Balance Board come ad esempio Tetris Party.

### Wii Wheel

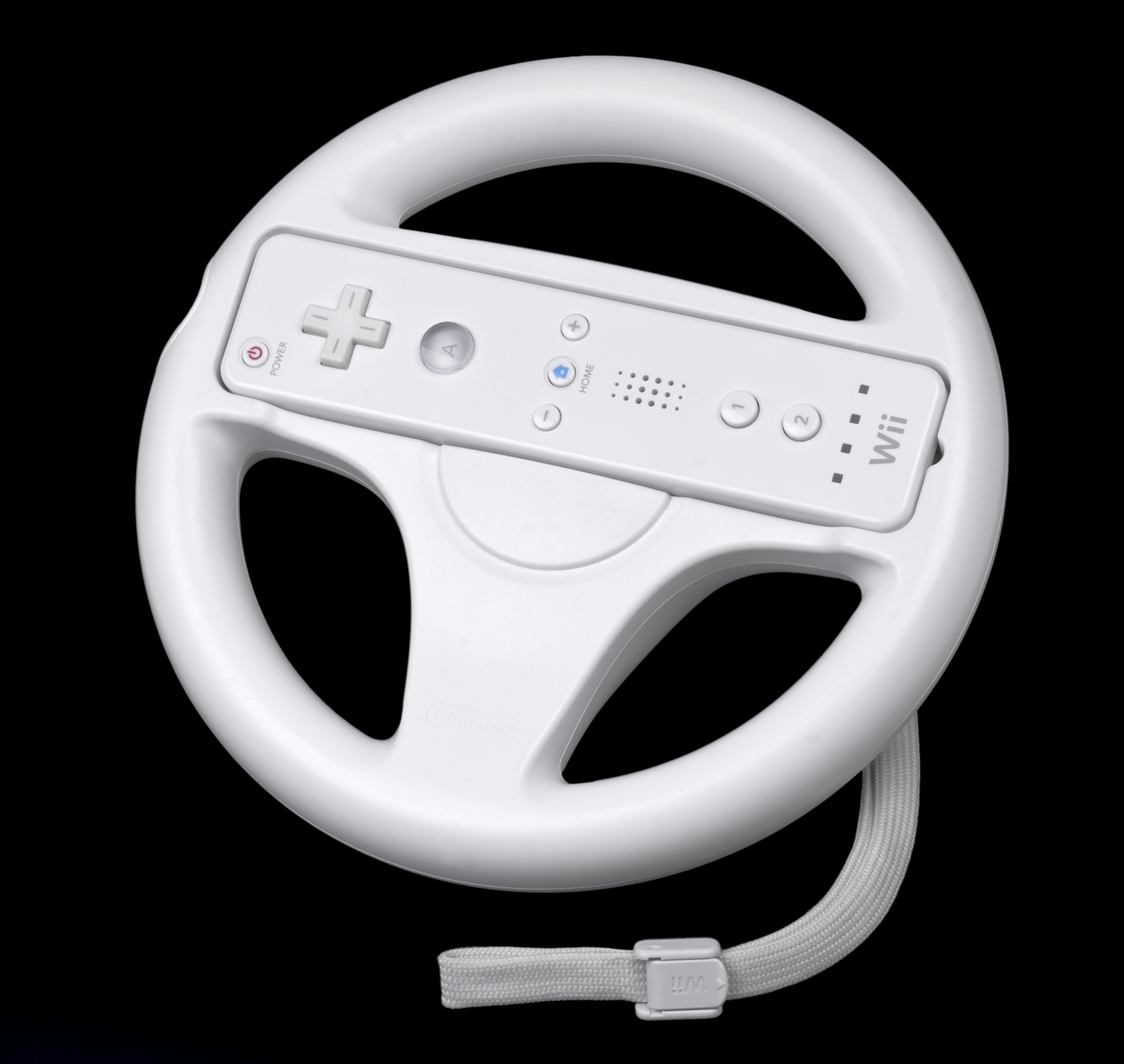
Il Wii Wheel

Il Wii Wheel è una periferica di gioco introdotta per il titolo Mario Kart Wii.
La periferica ha la forma di un volante e può essere utilizzata allo scopo di guidare un veicolo in Mario Kart Wii o in qualunque altro gioco di guida che supporti tale periferica. Tale procedura sarà resa possibile se all'interno dell'apposito alloggiamento nella periferica verrà incastrato il Telecomando Wii che, assieme al volante, darà vita ad un unico strumento di gioco.
Il Wii Wheel è composto, oltre che dall'alloggio per il telecomando, dal pulsante B, posto sul retro della periferica.
La periferica è apparsa di buona maneggevolezza per le caratteristiche che il gioco propone oltre ad apparire visivamente in tono con lo stile del Wii. L'accessorio può essere anche acquistato separatamente. Grazie a questo accessorio, Mario Kart Wii ha guadagnato un'ottima posizione nella categoria giochi Wii.
Da dicembre 2010, in Europa, il Wii Wheel in bundle con la console nera è di colore nero con il cerchio posteriore di color argento.
Nintendo ha creato anche il Wii Wheel color oro, che si può ottenere solo raggiungendo una certa soglia di punti del club Nintendo.

### Wii Zapper

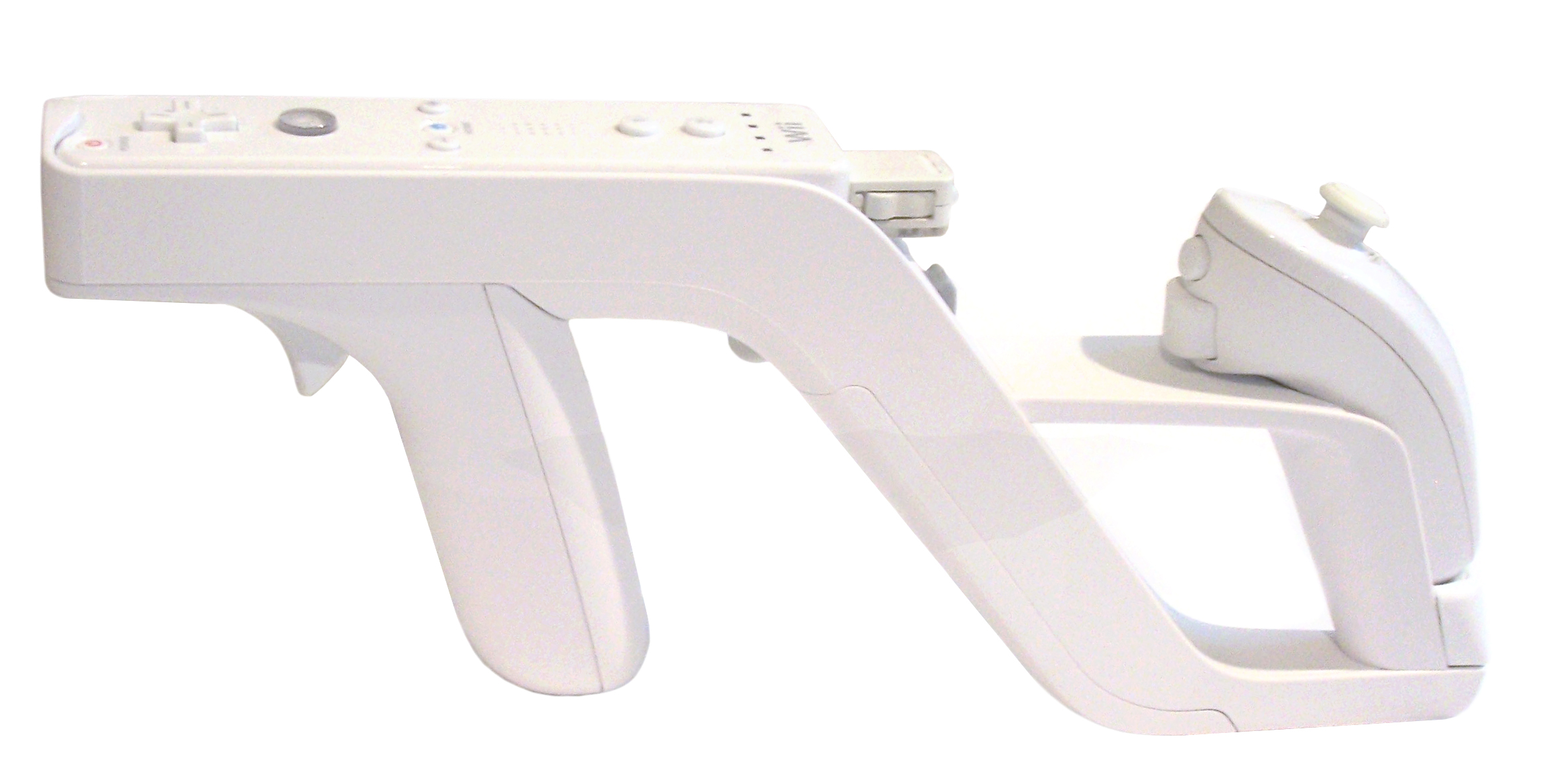
Wii Zapper

Il Wii Zapper è un guscio di plastica simile ad una pistola, in cui possono essere inseriti sia il Wii Remote sia il Nunchuk. Il nome è un riferimento alla NES Zapper, pistola per il Nintendo Entertainment System. È stata messa in commercio in Europa il 7 dicembre 2007 assieme al gioco Link's Crossbow Training e permette di avere un maggior comfort e facilità d'utilizzo di WiiRemote e Nunchuk durante un gioco in cui si usa un'arma o, nel caso del gioco contenuto nella scatola, una balestra o un arco.
Molti sono i titoli che supportano il Wii Zapper: Resident Evil: The Umbrella Chronicles, Resident Evil: The Darkside Chronicles, WALL•E, Call of Duty: World at War, Ghost Squad e altri.

### Wii Speak
Il Wii Speak, accessorio presentato da Nintendo nell'E3 2008, permette di comunicare in tempo reale durante le sessioni di gioco online. Shigeru Miyamoto ha affermato che il microfono è progettato per "cogliere chiaramente molte voci differenti che si trovano in una stanza nello stesso momento e trasmetterle su Internet". Riguardo al rumore di sottofondo dovuto al posizionamento del microfono vicino al televisore, Katsuya Eguchi, produttore di Animal Crossing: Let's Go to the City, ha dichiarato che il dispositivo è stato progettato per filtrare l'audio del videogioco dagli altoparlanti.
Il 2 ottobre 2008, Nintendo annunciò che il Wii Speak avrebbe avuto un proprio Canale Wii, il Canale Wii Speak. Infatti, tale canale, inaugurato anche in Europa il 5 dicembre 2008, consente agli utenti di chattare in una delle quattro camere con gli amici utilizzando il Wii Speak on-line. Non vi è alcun limite al numero di persone che possono partecipare alla conversazione.
Il Wii Speak è stato venduto assieme al gioco Animal Crossing: Let's Go to the City.

### Wii uDraw

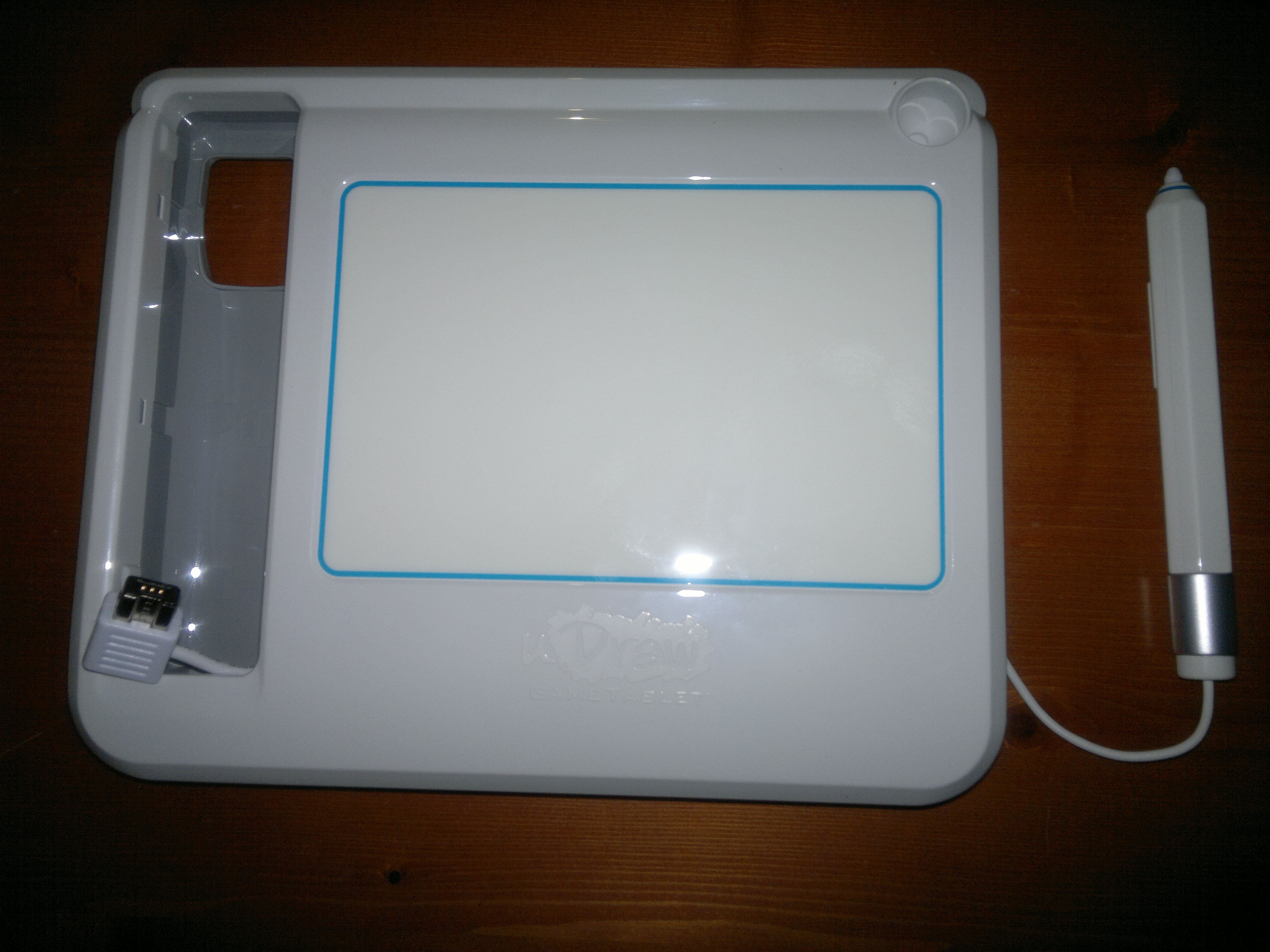
La tavoletta grafica uDraw

Questo accessorio non è molto dissimile da una comune tavoletta grafica, prodotta da THQ la quale sviluppa anche i giochi appositi. Con uDraw è compreso un pennino grafico connesso alla periferica tramite cavo e nella parte sinistra dell'accessorio è ricavato un incavo in cui posizionare il Telecomado Wii.
uDraw è utilizzabile con il gioco Pictionary, in cui è utilizzata per disegnare immagini che appaiono a schermo. In seguito sono stati sviluppati altri videogiochi che supportano la uDraw come Disney Princess Enchanting Storybooks, Marvel Super Hero Squad Comic Combat e uDraw Studio Instant Artist.

### Accessori ufficiali

#### Protezione per Telecomandi Wii e Nunchuk
Permette di proteggere da graffi e urti il Telecomandi Wii e il Nunchuk. Durante il 2007 Nintendo ha iniziato a fornire i gusci protettivi unicamente per i Telecomandi Wii in forma gratuita includendoli nelle confezioni dei nuovi telecomandi e fornendo i vecchi acquirenti che ne avessero fatto richiesta di un guscio in maniera gratuita. In seguito vennero creati gusci dei vari colori del Wii (rosso, nero, azzurro) in modo che si intonassero con i Telecomandi Wii.

#### Lens-cleaning disc kit
Alcuni utenti Wii hanno riscontrato problemi di lettura da parte della console del disco di Super Smash Bros. Brawl dovuti, a detta di Nintendo, alle lenti di alcuni Wii sporcatesi con l'utilizzo. Nintendo ha offerto la possibilità di inviare la console al centro di assistenza per effettuare l'intervento di manutenzione gratuita, ma ben presto ha pubblicato il lens-cleaning disc ufficiale con cui ogni utente avrebbe potuto pulire da sé la lente della console, che a causa di polvere o altro avrebbe potuto riconoscere difficilmente alcuni giochi. Inizialmente disponibile solo su territorio nipponico, è stato introdotto successivamente anche sul mercato internazionale.

#### Chiave USB Wi-Fi Nintendo
Questa chiave USB, da connettere al computer, permette la creazione di una connessione wireless verso le console Nintendo di questa generazione (Wii e DS). Con questo accessorio si può disporre dei servizi Internet di Nintendo senza necessariamente disporre di un router wireless o dell'adattatore Ethernet per Wii.

#### Altri accessori
Vi sono accessori vari prodotti da altre case produttrici, alcuni anche con licenza ufficiale. Logitech, ad esempio, ha prodotto sotto licenza una tastiera wireless compatibile con Wii e con tasti dedicati per una migliore navigazione su internet. Altre case, ad esempio BigBen, hanno prodotto una riproduzione di una pistola nella quale va inserito il Wii Remote per dare un senso realistico e maggiore comfort oppure il Wii Sports Pack, che contiene riproduzioni di racchette da tennis, mazze da golf e da baseball per un maggiore comfort e più realismo. Nitho si è focalizzata soprattutto nella produzione di apparecchi per ricaricare i Telecomandi Wii e Nunchuk con una base apposita chiamata Wii Joy Dock.

## Vendite
Fin dall'inizio della messa in commercio, l'utenza ha dimostrato di gradire molto la console, premiandola quindi nei dati di vendita e spiazzando Nintendo che, non avendo previsto una tale popolarità, aveva prodotto scorte insufficienti per soddisfare le richieste. Nel settembre del 2007 le unità di Wii vendute hanno superato quelle della console Xbox 360, immessa sul mercato un anno e mezzo prima della console Nintendo; si stima che, a causa delle notevoli difficoltà della casa produttrice nel soddisfare le richieste dei consumatori, nel Natale 2007 la società abbia perso un miliardo di dollari.
Nel 2008 il Wii ha continuato a registrare ottimi risultati commerciali tanto da raggiungere il traguardo delle 22 milioni di console vendute nel mondo il 25 gennaio 2008, due anni dopo il lancio, superando così la base installata del predecessore GameCube, fermo a 21 milioni. Nei primi quattro mesi del 2008 in Giappone il Wii ha raggiunto i 5 milioni di pezzi venduti, superando poi i 7 milioni nella seconda parte dell'anno, pur risentendo di una leggera flessione nelle vendite. Negli Stati Uniti il Wii registra circa 2,5 milioni di console vendute nel solo dicembre 2008 con un aumento del 61% rispetto allo stesso mese del 2007. Tra i software più venduti, ben 9 su 20 erano per Wii: Wii Play, Wii Fit, Mario Kart Wii, Guitar Hero World Tour, Animal Crossing: Let's Go to the City, Wii Music, Link's Crossbow Training, Call of Duty: World at War, Shaun White Snowboarding: Road Trip.
Per quanto riguarda il mercato europeo, Nintendo il 15 gennaio 2009 annuncia di aver venduto in tutto il 2008 circa 8,3 milioni di console, battendo le vendite totali di Xbox 360 e PlayStation 3 nello stesso periodo. Inoltre, afferma che la base di installato del Wii in Europa è salita a 14,2 milioni, confermandosi così come una delle console più diffuse nel territorio europeo. a fine 2008, Nintendo dichiara di aver venduto circa 45 milioni di Wii nel mondo, prevedendo però una diminuzione del 33% dei profitti alla fine dell'anno fiscale (31 marzo 2009) a causa dello sfavorevole cambio con lo yen.
Nel 2013, anno della dismissione ufficiale, 101,63 milioni di Wii erano state vendute in tutto il mondo, superando le vendite del Nintendo Entertainment System, ferme a 61,91 milioni di unità, il Wii diventa così una delle console più vendute di Nintendo.

## Titoli software

### Principali titoli first-party
Il parco-giochi a disposizione del Nintendo Wii conta su titoli di serie tradizionale della software house giapponese, come Super Mario, The Legend of Zelda o Metroid. Questi titoli, poiché commercializzati dalla stessa casa che produce la console, sono detti first party (termine che, sostanzialmente, indica un prodotto per cui non si devono royalties).
Alcuni dei titoli first party più popolari sono:
- Kirby e la stoffa dell'eroe
- Donkey Kong Jet Race
- Donkey Kong Country Returns
- Fire Emblem: Radiant Dawn
- New Super Mario Bros. Wii
- Mario Kart Wii
- Mario Party 8
- Mario Party 9
- Metroid: Other M
- Metroid Prime 3: Corruption
- Super Paper Mario
- Sin and Punishment: Successor of the Skies
- WarioWare: Smooth Moves
- Kirby's Adventure Wii
- Beat the Beat: Rhythm Paradise
- Super Mario Galaxy
- Super Mario Galaxy 2
- Super Smash Bros. Brawl
- The Legend of Zelda: Skyward Sword
- The Legend of Zelda: Twilight Princess
- Link's Crossbow Training
- Wario Land: The Shake Dimension

### New Play Control!
Sono giochi Gamecube ripubblicati per la console Wii con lo scopo di essere giocati in maniera più fluida con il Telecomado Wii e il Nunchuk.
- Mario Power Tennis
- Donkey Kong Jungle Beat
- Pikmin
- Pikmin 2
- Chibi-Robo!
- Metroid Prime
- Metroid Prime 2: Echoes

### Nintendo Selects
I giochi denominati "Nintendo Select" sono dei giochi first-party che vengono venduti a prezzo ridotto. Per il Wii, in questa categoria vennero inseriti i seguenti giochi:
- Mario Power Tennis
- Mario Party 8
- Super Paper Mario
- WarioWare: Smooth Moves
- Super Mario Galaxy
- The Legend of Zelda: Twilight Princess
- Wii Sports Resort
- Wii Sports
- Mario Strikers Charged Football
- Animal Crossing: Let's Go to the City
- Punch-Out!! (Non in Europa)
- Mario Kart Wii

## Riconoscimenti
- Wii ha vinto il premio nella categoria Intrattenimento Casalingo della rivista Popular Science.[50]
- Al CES la console di Nintendo ha vinto uno dei T&E Emmie Award per l'innovazione introdotta nel settore videoludico con il Wii Remote.[51]

## Critiche

### Problemi ai laccetti del controller Telecomando Wii
A pochi giorni dalla commercializzazione della console emerse un problema riguardante il controller dell'apparecchiatura, il Wii Remote, che dispone di un laccetto da mettere attorno al polso in modo da impedire al controller di sfuggire al giocatore in caso di eccessivo coinvolgimento dell'utente nel gioco. Sembra che durante l'utilizzo il laccetto si sia rotto a diversi giocatori danneggiando gli oggetti in prossimità della console, principalmente il televisore utilizzato per giocare. Inizialmente Nintendo non prese una posizione ufficiale sulla rottura del laccetto limitandosi ad inviare a tutti gli utenti registrati un'email in cui si raccomandò di non lasciare mai andare il controller durante il gioco. Tuttavia, pur non ammettendo esplicitamente i problemi, sostituì i laccetti dei controller in produzione dopo il 15 dicembre 2006 con altri ritenuti più sicuri e dichiarò di essere disponibile alla sostituzione del controller. Nintendo si è poi resa disponibile alla sostituzione dei laccetti originali, con quelli più robusti.

### Mancato supporto dell'alta definizione
Vista la diffusione sul mercato dei televisori Full HD la scelta di limitare la risoluzione a 480p (solo se si usa il cavo component venduto a parte) è stata criticata da alcuni utenti, che non hanno potuto usufruire delle ultime tecnologie alta definizione, anche se esistono hardware non ufficiali che convertono il segnale component al Full HD. Reggie Fils-Aime, ex direttore operativo di Nintendo of America, difese l'azienda affermando che il Wii punta tutto sul divertimento e non sulla resa grafica.

### Niente gioco online al lancio del Wii
A differenza delle console di nuova generazione concorrenti, i videogiochi presenti al lancio del Wii non avevano la modalità online. Il primo videogioco europeo ad utilizzare questa tecnologia è stato Mario Strikers Charged Football, uscito dopo cinque mesi dal lancio ufficiale della console.
A partire dalla fine del 2007, con l'uscita dei primi titoli terze parti con modalità online, la situazione è cambiata: l'online è stato usato sia per i giochi, sia per altri tipi di applicazioni, anche preesistenti come il Canale Vota anche tu e il Canale Concorsi Mii.
Inoltre venne lanciato il servizio di digital delivery WiiWare tramite il quale era possibile scaricare nuovi titoli a basso costo.

## Cessazione della produzione
Il 20 ottobre 2013 la Nintendo dismette il Wii in Giappone, continuando a produrre la console per un breve periodo soltanto per i restanti mercati commerciali (Europa, America ed Australia).

## Specifiche tecniche
Processore:
- CPU: IBM Broadway, basato su architettura PowerPC con processo a 90 nm SOI con tecnologia CMOS, con frequenza di 729† MHz[57]
- GPU: ATI Hollywood con processore a 90 nm CMOS,[58] con frequenza di 243† MHz[57]
- Performance complessiva della CPU: 2,9 GigaFLOPS.

Memoria:
- 88 mebibyte memoria principale (24 MiB "interna" 1T-SRAM integrata nel chip grafico, 64 MiB esterna GDDR3 SDRAM)[59]
- 3 MiB GPU per le texture.

Porte e periferiche:

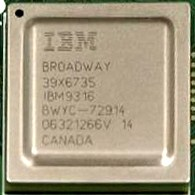
CPU IBM Broadway

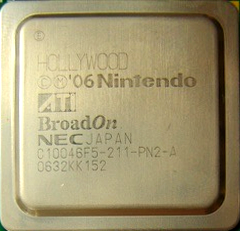
GPU ATI Hollywood

- Da uno a quattro Telecomandi Wii (o Telecomandi Wii Plus per le versioni più recenti) collegati via Bluetooth
- Quattro porte Nintendo GameCube controller (di cui una usabile insieme a quattro Telecomandi Wii per multiplayer in cinque persone nei titoli nativi per Wii)
- Due porte Nintendo GameCube Memory Card
- Uno slot per schede Secure Digital HC
- 2 Porte USB 2.0
- Porta per il sensor Bar
- Porta accessoria posta sul fondo del Telecomando Wii(o Telecomando Wii Plus per le versioni più recenti)
- Mitsumi DWM-W004 WiFi 802.11b/g wireless module[60]
- Compatibile con l'adattatore USB2.0 to Ethernet per la connessione a una rete locale
- Porte multi uscita audiovideo

Riconosce la gestione dei contenuti vietati dei seguenti enti:
- BBFC, CERO, ESRB, OFLC, OFLC (NZ), PEGI, USK

Memoria non volatile:
- 512 MiB built-in NAND memoria flash
- Espandibili tramite lo slot SD per SD e SDHC card fino a 32 GB
- Nintendo GameCube Memory Cards (per i salvataggi dei giochi GameCube)
- Lettore ottico slot-loading compatibile con i dischi 8 cm Nintendo GameCube Game Disc e 12 cm Wii Optical Disc
- Mask ROM di Macronix[61]

Video:
- 50/60 Hz 480i (PAL/NTSC), 480p (PAL/NTSC) o 576i (PAL/SÉCAM), standard 4:3 e 16:9 anamorfico[62][63], inoltre è possibile abilitare anche l'uscita video a 240P[64]
- Uscita video composito[65]; video a componenti YPbPr[66], RGB SCART (solo PAL), S-Video (solo NTSC), o D-Terminal (solo NTSC)[67]

Formati video e foto ufficialmente supportati:
- AVI (MJPG)
- MOV (MJPG).
- JPEG
- MP3 con il Canale Foto 1.0 (musica eseguibile durante la presentazione delle foto)
- AAC con il Canale Foto 1.1 (musica eseguibile durante la presentazione della foto)

Audio:
- Principale: Stereo - Dolby Pro Logic II[68]
- Controller: speaker integrato

Consumi
- Minimo - 15 W
- Medio - 17 W
- Massimo - 20 W

Le frequenze clock non sono mai state confermate da Nintendo, IBM, o ATI, pertanto non sono da considerare ufficiali.